# Campeonato Mundial de Lucha de 2011
El LXII Campeonato Mundial de Lucha se celebró en Estambul (Turquía) entre el 12 y el 18 de septiembre de 2011 bajo la organización de la Federación Internacional de Luchas Asociadas (FILA) y la Federación Turca de Lucha.
Las competiciones se realizaron en el Pabellón de Deportes Sinan Erdem de la ciudad turca.

## Resultados

### Lucha grecorromana masculina
| Evento         | Oro                        | Plata                         | Bronce                                                       |
| -------------- | -------------------------- | ----------------------------- | ------------------------------------------------------------ |
| 55 kg (12.09)  | Rövşən Bayramov Azerbaiyán | Elbek Tazhyieu · Bielorrusia  | Li Shujin · China · Bekjan Mankiyev · Rusia                  |
| 60 kg (13.09)  | Omid Noruzi Irán           | Almat Kebispayev · Kazajistán | Zaur Kuramagomedov · Rusia · Ivo Anguelov · Bulgaria         |
| 66 kg (12.09)  | Saeid Abdevali Irán        | Manuchar Tsjadaia Georgia     | Kim Hyeon-Woo · Corea del Sur · Pedro Mulens Herrera · Cuba  |
| 74 kg (14.09)  | Roman Vlasov · Rusia       | Selçuk Çebi Turquía           | Neven Žugaj · Croacia · Arsen Dzhulfalakian · Armenia        |
| 84 kg (13.09)  | Alim Selimau · Bielorrusia | Damian Janikowski · Polonia   | Nazmi Avluca · Turquía · Rami Hietaniemi · Finlandia         |
| 96 kg (12.09)  | Elis Guri Bulgaria         | Jimmy Lidberg · Suecia        | Rustam Totrov · Rusia · Cenk İldem · Turquía                 |
| 120 kg (13.09) | Rıza Kayaalp Turquía       | Mijaín López Núñez · Cuba     | Nurmajan Tinaliyev · Kazajistán · Bashir Babayanzadeh · Irán |

### Lucha libre masculina
| Evento         | Oro                             | Plata                            | Bronce                                                        |
| -------------- | ------------------------------- | -------------------------------- | ------------------------------------------------------------- |
| 55 kg (16.09)  | Viktor Lebedev · Rusia          | Radoslav Velikov Bulgaria        | Daulet Niyazbekov · Kazajistán · Hasan Rahimi · Irán          |
| 60 kg (17.09)  | Besik Kudujov · Rusia           | Franklin Gómez Matos Puerto Rico | Kenichi Yumoto · Japón · Dauren Zhumagaziyev · Kazajistán     |
| 66 kg (18.09)  | Mehdi Tagavi Irán               | Tatsuhiro Yonemitsu Japón        | Cəbrayıl Həsənov · Azerbaiyán · Liván López Azcuy · Cuba      |
| 74 kg (18.09)  | Jordan Burroughs Estados Unidos | Sadeg Gudarzi Irán               | Əşrəf Əliyev Azerbaiyán Davit Jutsishvili Georgia             |
| 84 kg (17.09)  | Şərif Şərifov Azerbaiyán        | Ibrahim Aldatov · Ucrania        | Dato Marsaguishvili · Georgia · Albert Saritov · Rusia        |
| 96 kg (17.09)  | Reza Yazdani Irán               | Serhat Balcı Turquía             | Ruslan Sheijau · Bielorrusia · Jacob Varner · Estados Unidos  |
| 120 kg (18.09) | Aliaxei Shamarau · Bielorrusia  | Bilial Majov · Rusia             | Cәmalәddin Mәhәmmәdov Azerbaiyán Davit Modzmanashvili Georgia |

### Lucha libre femenina
| Evento        | Oro                       | Plata                             | Bronce                                                          |
| ------------- | ------------------------- | --------------------------------- | --------------------------------------------------------------- |
| 48 kg (14.09) | Hitomi Obara Japón        | Mariya Stadnik Azerbaiyán         | Zhao Shasha · China · Zhuldyz Eshimova · Kazajistán             |
| 51 kg (14.09) | Zamira Rajmanova · Rusia  | Davaasüjiin Otgontsetseg Mongolia | Patimat Baqomedova · Azerbaiyán · Jessica MacDonald · Canadá    |
| 55 kg (15.09) | Saori Yoshida Japón       | Tonya Verbeek · Canadá            | Tetiana Lazareva · Ucrania · Ida-Theres Nerell · Suecia         |
| 59 kg (15.09) | Hanna Vasylenko · Ucrania | Sofia Mattsson · Suecia           | Takako Saito Japón Sona Əhmədli Azerbaiyán                      |
| 63 kg (15.09) | Kaori Icho Japón          | Marianna Sastin · Hungría         | Ochirbatyn Nasanburmaa Mongolia Jing Ruixue China               |
| 67 kg (16.09) | Xiluo Zhuoma China        | Banzragchiin Oyuunsüren Mongolia  | Yoshiko Inoue Japón Adeline Gray Estados Unidos                 |
| 72 kg (16.09) | Stanka Zlateva Bulgaria   | Yekaterina Bukina · Rusia         | Ali Bernard · Estados Unidos · Vasilisa Marzaliuk · Bielorrusia |

## Medallero
| Núm. | País           | Oro | Plata | Bronce | Total |
| ---- | -------------- | --- | ----- | ------ | ----- |
| 1    | Rusia          | 4   | 2     | 4      | 10    |
| 2    | Irán           | 4   | 1     | 2      | 7     |
| 3    | Japón          | 3   | 1     | 3      | 7     |
| 4    | Azerbaiyán     | 2   | 1     | 5      | 8     |
| 5    | Bielorrusia    | 2   | 1     | 2      | 5     |
| 6    | Bulgaria       | 2   | 1     | 1      | 4     |
| 7    | Turquía        | 1   | 2     | 2      | 5     |
| 8    | Ucrania        | 1   | 1     | 1      | 3     |
| 9    | China          | 1   | 0     | 3      | 4     |
| 9    | Estados Unidos | 1   | 0     | 3      | 4     |
| 11   | Mongolia       | 0   | 2     | 1      | 3     |
| 11   | Suecia         | 0   | 2     | 1      | 3     |
| 13   | Kazajistán     | 0   | 1     | 4      | 5     |
| 14   | Georgia        | 0   | 1     | 3      | 4     |
| 15   | Cuba           | 0   | 1     | 2      | 3     |
| 16   | Canadá         | 0   | 1     | 1      | 2     |
| 17   | Hungría        | 0   | 1     | 0      | 1     |
| 17   | Polonia        | 0   | 1     | 0      | 1     |
| 17   | Puerto Rico    | 0   | 1     | 0      | 1     |
| 20   | Armenia        | 0   | 0     | 1      | 1     |
| 20   | Corea del Sur  | 0   | 0     | 1      | 1     |
| 20   | Croacia        | 0   | 0     | 1      | 1     |
| 20   | Finlandia      | 0   | 0     | 1      | 1     |
|      | TOTAL          | 21  | 21    | 42     | 84    |